# Liste der Biografien/Thomm
Liste der Biografien |
Portal Biografien |
Personensuche
# |
A |
B |
C |
D |
E |
F |
G |
H |
I |
J |
K |
L |
M |
N |
O |
P |
Q |
R |
S |
T |
U |
V |
W |
X |
Y |
Z |
?
 
Ta |
Tc |
Te |
Tf |
Tg |
Th |
Ti |
Tj |
Tk |
Tl |
Tm |
To |
Tq |
Tr |
Ts |
Tu |
Tv |
Tw |
Tx |
Ty |
Tz
 
Tha |
The |
Thi |
Thj |
Thn |
Tho |
Thr |
Thu |
Thw |
Thy
 
Thoa |
Thob |
Thod |
Thoe |
Thof |
Thog |
Thoh |
Thoi |
Thok |
Thol |
Thom |
Thon |
Thoo |
Thop |
Thor |
Thos |
Thot |
Thou |
Thov |
Thow |
Thoz
 
Thoma |
Thomb |
Thomc |
Thome |
Thomf |
Thomi |
Thomk |
Thomm |
Thomo |
Thomp |
Thoms
Die Liste der Biografien führt alle Personen auf, die in der deutschsprachigen Wikipedia einen Artikel haben. Dieses ist eine Teilliste mit 32 Einträgen von Personen, deren Namen mit den Buchstaben „Thomm“ beginnt.

## Thomm
- Thomm, Hans-Jürgen (1908–2005), deutscher Kirchenmusiker und Landesmusikdirektor

### Thomme
- Thommée, Wiktor (1881–1962), polnischer General
- Thommel, Wulf (1940–2013), deutscher Jurist im Ministerialdienst, Generalsekretär der Akademie der Wissenschaften und der Literatur, Vorstandsvorsitzender der Humboldt-Gesellschaft
- Thommen, Achilles (1832–1893), Schweizer Ingenieur
- Thommen, Alphonse (1864–1944), Schweizer Unternehmer
- Thommen, Anna (* 1980), Schweizer Filmemacherin und Regisseurin
- Thommen, Eduard (1880–1961), Schweizer Philologe, Stenograf, Botaniker und Sachbuchautor
- Thommen, Elisabeth (1888–1960), Schweizer Journalistin, Schriftstellerin und Frauenrechtlerin
- Thommen, Ernst (1899–1967), Schweizer Fussballfunktionär
- Thommen, Gedeon (1831–1890), Schweizer Unternehmer und Politiker
- Thommen, Gregor (* 1980), Schweizer Eishockeyspieler
- Thommen, Jean-Paul (* 1953), Schweizer Betriebswirtschaftler
- Thommen, Lukas (* 1958), Schweizer Althistoriker
- Thommen, Marc (* 1975), Schweizer Rechtswissenschaftler und Hochschullehrer
- Thommen, Margrit, Schweizer Orientierungsläuferin
- Thommen, Martin (* 1980), Schweizer Koch
- Thommen, Paul (1929–2004), Schweizer Jazzmusiker (Piano) und Architekt
- Thommen, Rudolf (1860–1950), Schweizer Historiker
- Thommen, Suzanne (* 1941), Schweizer Schauspielerin
- Thommendorf, Venceslaus († 1522), Bürgermeister, Schöffe und Chronist von Schweidnitz
- Thömmes, Arthur (* 1956), deutscher Theologe, Religionspädagoge und Autor
- Thömmes, Günther (* 1963), deutscher Brauer und Schriftsteller
- Thommes, Jean-Pierre (1890–1963), luxemburgischer Kunstturner
- Thommes, Markus (* 1978), deutscher Pharmazeut und Hochschullehrer
- Thommes, Max (* 1987), luxemburgischer Schauspieler
- Thommes, Rolf (1944–2020), deutscher Fußballspieler
- Thömmes, Rudi (* 1968), deutscher Fußballspieler und -trainer
- Thommesen, Anna (1908–2004), dänische Textilkünstlerin und Malerin
- Thommesen, Erik (1916–2008), dänischer expressionistischer Bildhauer
- Thommessen, Frank (* 1962), deutscher Fußballspieler
- Thommessen, Olemic (* 1956), norwegischer Politiker (Høyre)

### Thommy
- Thommy, Erik (* 1994), deutscher FußballspielerErik Thommy (* 1994)

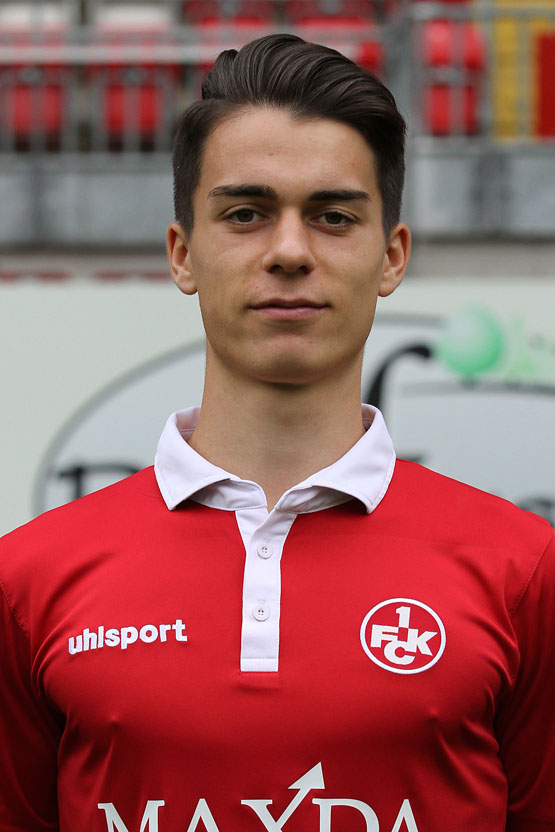
Erik Thommy (* 1994)